# Kotarō Yamada
Kotarō Yamada (jap. 山田 幸太郎, Yamada Kotarō; * 6. Januar 1992) ist ein japanischer Eishockeyspieler, der seit 2014 bei den Ōji Eagles (seit 2022: Red Eagles Hokkaido) in der Asia League Ice Hockey unter Vertrag steht.

## Karriere
Kotarō Yamada begann seine Karriere in der Schulmannschaft der Komazawa-Universitätsoberschule, die zum System der Komazawa-Universität gehört. 2010 wechselte er an die Waseda-Universität, für deren Hochschulmannschaft er vier Jahre in der japanischen Universitätsliga spielte. Seit 2014 spielt er mit den Ōji Eagles in der Asia League Ice Hockey.

### International
Für Japan nahm Yamada im Juniorenbereich an den U18-Weltmeisterschaften der Division I 2008, 2009 und 2010, als er zum besten Spieler seiner Mannschaft gewählt wurde, sowie den U20-Weltmeisterschaften 2011, als er ebenfalls als bester Spieler seiner Mannschaft ausgezeichnet wurde, und 2012 ebenfalls in der Division I teil. Außerdem nahm er mit der japanischen Studentenauswahl an den Winter-Universiaden 2011 im türkischen Erzurum und 2013 im italienischen Trentino teil.
Für das japanische Herren-Team debütierte er im Alter von 20 Jahren bei der Weltmeisterschaft der Division I 2012. Auch 2013, 2015, 2016, 2017, 2019 und 2023 spielte er in der Division I. Zudem vertrat er seine Farben bei den Qualifikationsturnieren für die Olympischen Winterspiele in Sotschi 2014, in Pyeongchang 2018 und Peking 2022.

## Erfolge und Auszeichnungen
- 2023 Aufstieg in die Division I, Gruppe A, bei der Weltmeisterschaft der Division I, Gruppe B

## Asia-League-Statistik
(Stand: Ende der Saison 2022/23)